# O mie și una de nopți (miniserial TV)
O mie și una de nopți (Arabian Nights) este un miniserial TV american și britanic din 2000. Este o ecranizare a lui Peter Barnes (ultimul său film) pe baza traducerii lui Sir Richard Francis Burton a antologiei de povești O mie și una de nopți.  Mili Avital și Dougray Scott interpretează rolurile Șeherezadei și a lui Shahryar, respectiv. Produs de Dyson Lovell și regizat de Steve Barron, serialul a fost creat de Hallmark Entertainment și a avut premiera la 30 aprilie și 1 mai 200 pe canalul BBC One din Regatul Unit și pe ABC în Statele Unite. În serial joacă actorii Alan Bates, Rufus Sewell, Andy Serkis, James Frain, John Leguizamo (in a dual role), Jason Scott Lee, Vanessa-Mae, Alexei Sayle, Jim Carter, James Callis și Oded Fehr.

## Distribuție
- Mili Avital - Șeherezada
- Dougray Scott -  Shahryar și hoțul Amin
- Alan Bates - naratorul
- James Frain - Schahzenan și Sultanul Haroun Abraschild (bazat pe califul istoric Harun al-Rashid)
- Peter Guinness - The Chief Executioner
- Jason Scott Lee - Aladin
- Pik-Sen Lim - mama lui Aladdin
- John Leguizamo - Duhul lămpii fermecate și duhul inelului
- Vanessa-Mae - prințesa Zubaïda
- Hugh Quarshie - Mustafa
- Jim Carter - Ja'Far, tatăl Șherezadei
- Amira Casar - Morgiana
- Rufus Sewell - Ali Baba
- Tchéky Karyo - Black Coda
- Andy Serkis - Kasim
- Alexis Conran - Prinţul Ali
- James Callis - Prințul Ahmed
- Hari Dhillon - Prințul Hussain
- Alexei Sayle - BacBac
- Oded Fehr - Robber #2

## Legături externe
- Arabian Nights (2000) (TV) la Internet Movie Database
- Arabian Nights at RHI Entertainment